# Bouzonville (Meurthe-et-Moselle)
Pour les articles homonymes, voir Bouzonville (homonymie).
Bouzonville est une ancienne commune française du département de Meurthe-et-Moselle rattachée à Puxe.

## Toponymie
Anciennes mentions : Bozonville (1642), Bousonville (1681), Bouzonville-sur-Orne (1756), Bouzonville (1793).

## Histoire
Avant 1790 Bouzonville ne formait avec Puxe qu'une seule communauté et qu'une paroisse sous la dépendance de l'abbaye de Saint-Benoît.
La commune de Bouzonville fut réunie entre 1801 et 1806 à celle de Puxe.

## Démographie
| 1800 |
| ---- |
| 30   |